# Sorhoanus lii
Sorhoanus lii är en insektsart som beskrevs av Mckamey och Hicks 2007. Sorhoanus lii ingår i släktet Sorhoanus och familjen dvärgstritar. Inga underarter finns listade i Catalogue of Life.